# Uromyces perigynius
Uromyces perigynius är en svampart som beskrevs av Halst. 1889. Uromyces perigynius ingår i släktet Uromyces och familjen Pucciniaceae.   Inga underarter finns listade i Catalogue of Life.